# Erwan Baynaud
 (décembre 2017).
Si vous disposez d'ouvrages ou d'articles de référence ou si vous connaissez des sites web de qualité traitant du thème abordé ici, merci de compléter l'article en donnant les références utiles à sa vérifiabilité et en les liant à la section « Notes et références ».
Erwan Baynaud, né le 29 juin 1983, originaire de Combs-la-Ville, est un acteur de cinéma et de télévision dans sa jeunesse. 
Il est désormais ingénieur et entrepreneur. Il a notamment travaillé en tant que chercheur aux Bell Labs avant de cofonder la startup Alobees.

## Filmographie
- 2001 : Les Monos (La solidaire) (TV) - Charlie
- 1999 : Est-Ouest de Régis Wargnier - Seryoja (14 ans)
- 1998 : Théo et Marie (TV) - Théo
- 1997 : L'enfant sage (TV) - Julien
- 1996 : Baby-sitter blues (TV) - Emilien
- 1995 : L'Instit (D'une rive à l'autre) (TV) - Rémi
- 1995 : Le Maître des éléphants de Patrick Grandperret - Martin
- 1994 : La Machine de François Dupeyron - Léonard